# Verzorgingsplaats Spik
Verzorgingsplaats Spik is een Nederlandse verzorgingsplaats aan de A73 Maasbracht → Nijmegen nabij Roermond. De verzorgingsplaats dankt haar naam aan de buurtschap Spik, nabij Asenray dat langs de snelweg ligt.
Aan de andere kant van de snelweg ligt verzorgingsplaats Hoogvonderen.
In het najaar van 2018 heeft BP een tankstation geopend op deze locatie.
Richting Maasbracht: Lokkant · De Wuust · Hoogvonderen
Richting Ewijk: Spik · Romeinse Put · Hondsiep